# Sulajman ibn Wahb
Sulajman ibn Wahb (arab. ‏سليمان بن وهب‎; zm. lipiec/sierpień 885 roku w Bagdadzie) – wyższy urzędnik kalifatu Abbasydów, który pełnił funkcję sekretarza, nadzorcy finansów i wezyra.

## Biografia
Sulajman pochodził z chrześcijańskiej rodziny nestoriańskiego pochodzenia. Jego rodzina służyła kalifom za czasów Umajjadów. Ubajd Allah ibn Sulajman (syn), Al-Kasim ibn Ubajd Allah (wnuk), oraz dwójka prawnuków: Al-Husajn ibn al-Kasim i Muhammad ibn al-Kasim, pełnili funkcję wezyrów.
W dynastii Abbasydów Sulajman pojawił się w 830 roku, gdy za czasów kalifatu Al-Mamuna został jego sekretarzem. Za czasów kalifa Al-Wasika pełnił funkcję sekretarza tureckiego generała Musa ibn Bugha al-Kabira. Gdy kalifem był Al-Mutawakkil dwukrotnie pełnił funkcję ʿamil (nadzorca finansów) w Egipcie i dorobił się dzięki temu fortuny.
Jako starszy urzędnik dworski wyróżnił się jako patron znanych poetów: Al-Buhturiego i Abu Tammama. Został mianowany po raz pierwszy wezyrem w 870 roku pod koniec panowania kalifa Al-Muhtadiego, a następnie w 877 roku, gdy kalifem był Al-Mu’tamid. Jego niezdolność do przeciwdziałania narastającemu kryzysowi finansowemu doprowadziła do jego trwałego zwolnienia i uwięzienia, zmarł w więzieniu w lipcu/sierpniu 885 roku.